# والتر كوكس (لاعب كرة قدم)
والتر كوكس (بالإنجليزية: Walter Cox)‏ (1 يناير 1863 باسكتلندا في المملكة المتحدة - ) هو لاعب كرة قدم بريطاني (وحمل سابقاً جنسية المملكة المتحدة لبريطانيا العظمى وأيرلندا) في مركز حراسة المرمى. لعب مع نادي إيفرتون ونادي بيرنلي ونادي هيبرنيان ونوتينغهام فورست.